# Acacia araneosa
Acacia araneosa là một loài thực vật có hoa trong họ Đậu. Loài này được Whibley miêu tả khoa học đầu tiên.